# Sophora chrysophylla
Sophora chrysophylla , también conocido como mamane,  es una especie  de árbol o arbusto que pertenece a la familia de las fabáceas, endémica de Hawái.  Puede alcanzar una altura de 15 m.